# Bernsen (Auetal)
Bernsen ist einer der 16 Ortsteile der Gemeinde Auetal im Landkreis Schaumburg in Niedersachsen.

## Geographie
Der Ort liegt drei Kilometer südöstlich von Bad Eilsen. Unmittelbar südlich verläuft die A 2. Südlich des Ortes befindet sich auch das Naturschutzgebiet Kamm des Wesergebirges.

## Geschichte
Am 1. Dezember 1910 hatte der Ort 363 Einwohner und gehörte zum Kreis Rinteln. Am 1. März 1974 wurde Bernsen in die Gemeinde Rolfshagen eingegliedert und bereits am 1. April 1974 wurde die neue Gemeinde aufgelöst und der neuen Gemeinde Auetal zugewiesen.